# رونی آکرمان
رونی آکرمان (آلمانی: Ronny Ackermann؛ زادهٔ ۱۶ مهٔ ۱۹۷۷) اسکی‌باز اهل آلمان است.
وی همچنین برندهٔ جوایزی همچون شخصیت ورزشی سال آلمان شده‌است.